# Восстание

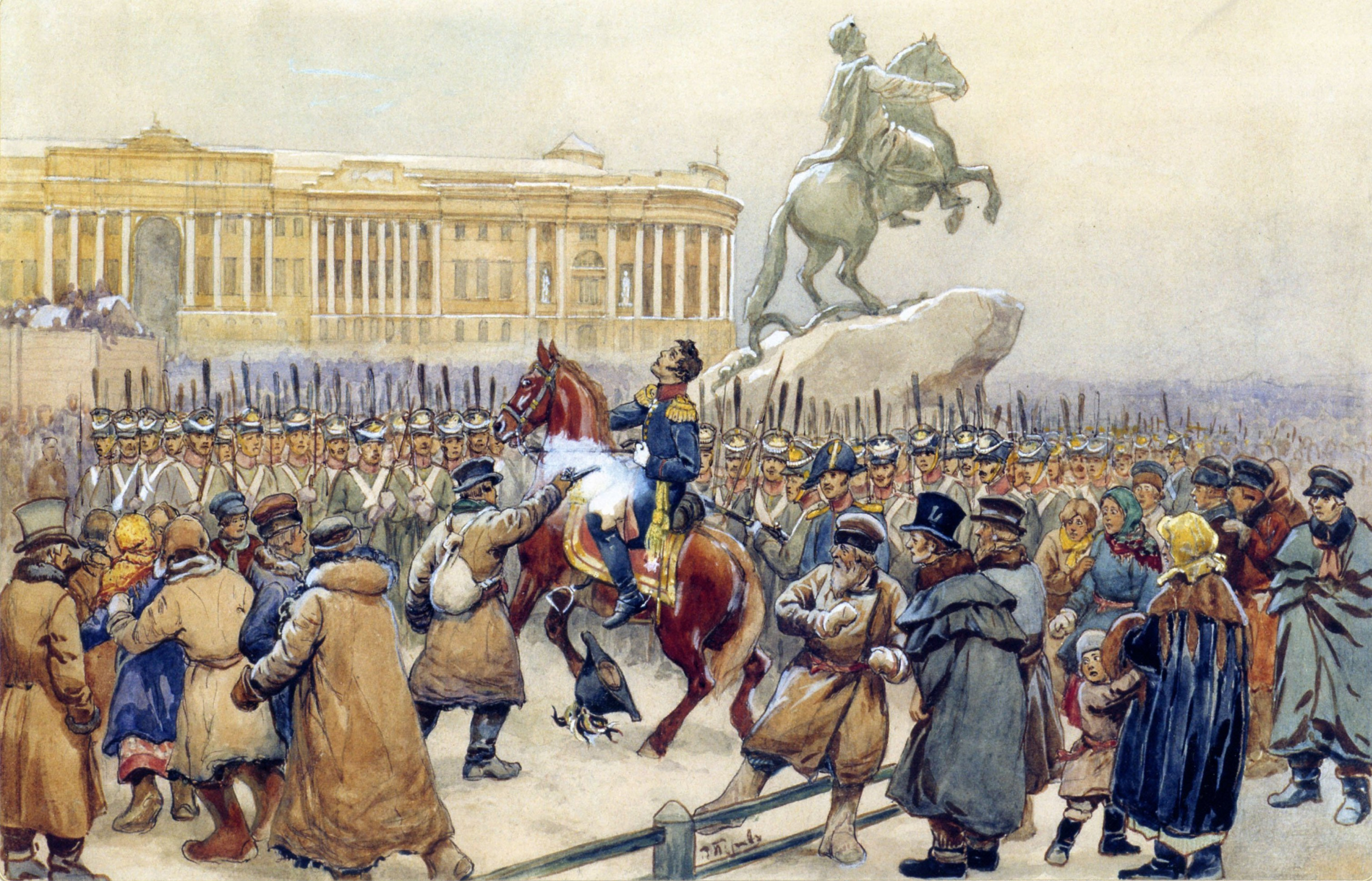
«Восстание декабристов». Художник Василий Перов

Восста́ние (политическая наука) ― открытое и обычно насильственное выступление социальных групп или классов против власти.
Восстанию свойственен достаточный уровень организованности, наличие целей, обоснованных в программах и лозунгах. В случае успеха восстание может увенчаться переворотом или революцией и привести тем самым к кардинальным изменениям в форме правления и в политической системе. Восстания изучаются в истории, политической науке, социологии, правоведении, философии. С правовой точки зрения восстание может в ряде случаев рассматриваться как оправданное средство сопротивления с точки зрения естественно-правового подхода, вместе с тем участие в восстаниях запрещено позитивным правом большинства государств. В русском языке семантическое поле «восстание» связано со словами «революция», «бунт» и «мятеж», а в словарях понятие «восстание» определяется как массовое вооружённое выступление.

## Общая характеристика
Под восстанием понимается открытое и обычно насильственное выступление социальных групп или классов против политической власти в современных государствах и в иных политических образованиях. Восстание рассматривается как разновидность политического действия, как форма политического конфликта, как форма борьбы за власть, в ходе которой существующему порядку угрожает в том числе насилие.
Восстание является радикальным действием, предпринимаемым в чрезвычайных обстоятельствах, в которых не остаётся, как полагают восставшие, иного выбора. Как политический конфликт восстание выходит за рамки закона, связано с агрессивными методами и может приводить к политическому насилию. Как форме политического действия восстанию свойственен достаточный уровень организованности, наличие целей, обоснованных в программах и лозунгах. Как правило, восстанием называют действия, не приведшие к смене политического строя. В случае успеха восстание может увенчаться переворотом или революцией и привести тем самым к кардинальным изменениям в форме правления и в политической системе. Как правило, восстание не предполагает существенных требований в области политических прав и социального статуса, а исчерпывается задачей сменить правительство и получить преимущества для конкретных социальных групп.
Восстания часто происходят стихийно и в некоторых случаях неотличимы от революций, переворотов или гражданских войн. Восстание может рассматриваться как длительный конфликт, сторонами которого являются власть и оппозиция и который включает вооружённое противостояние. Вооружённое противостояние властям, носящее локальный характер, при котором военная сила инсургентов значительно уступает военной силе властей, может принимать формы террористических актов или партизанской войны. В более масштабных случаях власти могут признать оппонентов полноправной воюющей стороной, и конфликт становится гражданской войной.

## Причины
Объяснения восстания как насильственного политического конфликта рассматриваются в русле теории относительной депривации и группы теорий рационального действия. В первом случае причины восстания связываются с фрустрацией или недовольством, которые приводят к гневу; во втором случае предполагается, что действия восставших обусловлены рациональным расчётом и ориентированы на выгоду.

## Восстание и иные политические процессы
Понятие восстания зачастую определяется через проведение различия с иными видами политического действия. Восстание, как правило, отделяют от революции и реформы. Основное отличие между восстанием и революцией в том, что революция ставит своей целью коренное преобразование структуры власти в обществе, радикальное изменение его политической системы, в то время как цель восстания часто ограничивается сменой правительства или сосредоточено на конкретной ограниченной цели, проблеме или территории. Восстание может иметь целью изменение политического курса, политических фигур и даже институтов, однако не влияет прямо на социетальные, относящиеся к обществу в целом, структуры, нормы и ценности.
Помимо революции и реформы, восстание также принято отличать от бунта, мятежа и путча. Бунт отличается от восстания отсутствием целенаправленности, минимумом организованности, управляемости и исчерпывает себя сопротивлением отдельным действиям правительства. Мятеж — вооружённое выступление, подготовленное определённой группой лиц с более ограниченным числом участников, чем во время бунта (обычно ядро мятежа составляют представители армии или других силовых структур, к которым присоединяются определённые слои населения). Путч — попытка совершить государственный переворот, инициированная небольшой группой заговорщиков.
По одной из классификаций, восстание (отличающееся от революции) может принимать форму народного восстания (англ. mass rebellion), восстания элит (англ. elite rebellion) и военного бунта (англ. military rebellion).

## Право на восстание
Политико-правовое обоснование права на восстание как последнего средства сопротивления угнетению и тирании содержится как в западной, так и восточной (китайской и исламской) правовых традициях. В западной традиции дискуссия об оправданности восстаний восходит к Платону. Существенную разработку концепция права на восстание находит в эпоху Просвещения в рамках доктрины естественного права и теории общественного договора у Локка и Монтескьё. При этом Т. Джефферсон считал, что народ имеет право на восстание, имея в виду незначительные изменения в системе власти, связанные с конкретными проблемами в определённых ситуациях. И. Кант, напротив, отрицал такое право. В XX и XXI веках политико-правовая дискуссия в контексте права на восстания затрагивала проведение различий между освободительными движениями и терроризмом.
Право на восстание отражено во Всеобщей декларации прав человека, а также конституционных актах многих современных европейских государств и большинства штатов США. Вместе с тем реализация права на восстание входит в противоречие с уголовным и конституционным законодательством большинства государств, включая США, запрещающего насильственное изменение конституционного строя. Указанное противоречие отражает различие естественного и позитивного права.
Как отмечает историк права И. Исаев, определение восстания в словаре Брокгауза и Ефрона подразумевает наказание, но восстание характеризуется до некоторой степени положительно, как допустимое действие, направленное против «неправомерного господства» над народом.

## Восстания в истории
Восстания повсеместно происходили в человеческой истории. Среди наиболее известных восстаний — восстание Спартака, величайшее в древности восстание рабов. Наиболее кровопролитным восстанием в истории стало восстание тайпинов на юге Китая в XIX веке, унёсшее жизни не менее 20 миллионов человек.
В период античности считалось, что сопровождающиеся насилием «восстание» и «бунт» могут совершаться лишь чужеземцами и рабами. Восстания рабов в Древней Греции и в Древнем Риме имели целью наживу или свободу восставших и не были направлены против рабства или существующего порядка.
В Средние века восстания и аналогичные насильственные действия рассматривались как совершаемые в условиях юридического неравенства (в отличие от войны): правовой статус восставших должен был быть ниже, что не означало негативного восприятия их действий, поскольку добиваться справедливости от тирана в крайних случаях было допустимо; оценка зависела от успеха. Различие между восстанием и преступлением было нечетким и тоже определялось конечным результатом. Так, все четыре источника, упоминавшие крестьянское восстание Стеллинга в Саксонии (IX век), в той или иной степени оценивали его отрицательно.

## Лингвокультурные аспекты
В русском языке семантическое поле «восстание» связано со словами «революция», «бунт» и «мятеж» и в смысловом плане характеризуется как «массовое» и «вооруженное». Так, в «Большом толковом словаре русского
языка» под редакцией С. А. Кузнецова восстание определяется как «массовое вооружённое выступление угнетённых слоёв общества против существующей власти». В «Словаре руского языка» С. И. Ожегова под редакцией Н. Ю. Шведовой восстание определяется как «массовое вооружённое выступление». Лингвокультурные признаки восстания связаны с обыденной картиной мира. Так, восстания могут представляться как стихийные или подготовленные события, они могут завершаться успехом или подавляться, считаться мелкими и крупными. Отношение к восстанию зависит от занимаемой позиции: «угнетателя», «угнетенного» и «наблюдателя». В первом случае оценка заключается в том, что восстание следует подавить, поскольку оно угрожает основам социального порядка. Вторая позиция поддерживает право на восстание и восставших исходя из принципов высшей справедливости. В третьем случае наблюдатель обращает внимание на объективные причины и жестокость восстания. Образы восстания отсылают к толпе бегущих людей с оружием, к их стычкам с представителями власти, к расправам и казням. В литературных текстах восстание часто метафорически связывается с огнём или пожаром.
В начале поэмы Джона Мильтона «Потерянный рай» описание восставших ангелов, обсуждающих под руководством вождей восстания Люцифера и Вельзевула, следует ли вести борьбу против Престола открыто или тайно, выглядит как тайное совещание революционеров или карбонариев.